# قطعنامه ۱۹۹۸ شورای امنیت
قطعنامه  ۱۹۹۸ شورای امنیت سازمان ملل متحد که در تاریخ ۱۲ جولای ۲۰۱۱ تصویب شد، سندی بین‌المللی دربارهٔ کودکان و درگیری مسلحانه است. این قطعنامه طی نشست ۶۵۸۱ام با ۱۵ رای موافق، ۰ مخالف و ۰ ممتنع تصویب شد.